# Maya MacIsaac-Jones
Maya MacIsaac-Jones (* 27. Mai 1995) ist eine ehemalige kanadische Skilangläuferin.

## Werdegang
MacIsaac-Jones startete im Januar 2011 erstmals in Thunder Bay im Nor-Am-Cup und belegte dabei den 19. Platz über 10 km Freistil. Im folgenden Monat erreichte sie in Westbank mit zwei zweiten Plätzen ihre ersten Podestplatzierungen. Im folgenden Jahr errang sie bei den Olympischen Jugend-Winterspielen 2012 in Innsbruck den 17. Platz über 5 km klassisch, den 13. Platz in der Mixed-Staffel und den achten Platz im Sprint. Ihre ersten Weltcuprennen lief sie zu Beginn der Saison 2012/13 in Québec und belegte dabei den 23. Platz im Teamsprint und den 53. Rang im Sprint. Bei den Nordischen Junioren-Skiweltmeisterschaften 2013 in Liberec kam sie auf den 36. Platz im Sprint und den 13. Rang mit der Staffel. Ihre besten Platzierungen bei den Nordischen Junioren-Skiweltmeisterschaften 2015 in Almaty waren der 25. Platz im Sprint und der zehnte Rang mit der Staffel. Zu Beginn der Saison 2015/16 holte er im Sprint in Vernon seinen ersten Sieg im Nor-Am Cup. Im weiteren Saisonverlauf siegte er im Sprint in Cantley und belegte in Prince George über 7,5 km Freistil und im Sprint jeweils den dritten Platz. Anfang März 2016 errang sie den 49. Platz bei der Ski Tour Canada. Dabei holte sie bei der ersten Sprintetappe in Gatineau mit dem 29. Platz ihre ersten Weltcuppunkte. Die Saison beendete sie auf dem vierten Platz in der Gesamtwertung des Nor-Am-Cups. In der folgenden Saison errang sie im Nor Am Cup zweimal den zweiten und zweimal den dritten Platz. In Cantley siegte sie im Sprint und erreichte zum Saisonende den vierten Platz in der Gesamtwertung. Bei den U23-Weltmeisterschaften 2017 in Soldier Hollow kam sie auf den 32. Platz im Sprint. Im folgenden Jahr lief sie bei den U23-Weltmeisterschaften in Goms auf den 47. Platz über 10 km klassisch, auf den 42. Rang im Skiathlon und auf den 18. Platz im Sprint. Im März 2018 wurde sie in Thunder Bay kanadische Meisterin im Sprint.
In der Saison 2018/19 gewann MacIsaac-Jones den Sprint in Sherbrooke und bei den kanadischen Meisterschaften in Gatineau. Zudem wurde sie im Sprint in Canmore Dritte und erreichte zum Saisonende den fünften Platz in der Gesamtwertung des Nor-Am-Cups. Beim Saisonhöhepunkt, den nordischen Skiweltmeisterschaften 2019 in Seefeld in Tirol, lief sie auf den 66. Platz über 10 km klassisch, auf den 54. Rang im Skiathlon und auf den 52. Platz im Sprint. In der Saison 2020/21 erreichte sie in Ulricehamn mit dem 18. Platz im Sprint ihre beste Platzierung im Weltcupeinzel und belegte bei den nordischen Skiweltmeisterschaften 2021 in Oberstdorf den 47. Platz im Sprint sowie zusammen mit Dahria Beatty den 12. Rang im Teamsprint. Letztmals im Weltcup startete sie im Dezember 2021 in Dresden, wobei sie den 52. Platz im Sprint errang.

## Siege bei Continental-Cup-Rennen
| Nr. | Datum             | Ort         | Disziplin         | Serie      |
| --- | ----------------- | ----------- | ----------------- | ---------- |
| 1.  | 12. Dezember 2015 | Vernon      | Sprint Freistil   | Nor Am Cup |
| 2.  | 5. Februar 2016   | Cantley     | Sprint Freistil   | Nor Am Cup |
| 3.  | 3. Februar 2017   | Cantley     | Sprint klassisch  | Nor Am Cup |
| 4.  | 14. März 2018     | Thunder Bay | Sprint Freistil 1 | Nor-Am Cup |
| 5.  | 18. Januar 2019   | Sherbrooke  | Sprint Freistil   | Nor Am Cup |
| 6.  | 16. März 2019     | Gatineau    | Sprint Freistil 1 | Nor Am Cup |